# مقاطعة بوشماتاها (أوكلاهوما)
مقاطعة بوشماتاها (بالإنجليزية: Pushmataha County)‏ هي إحدى مقاطعات ولاية أوكلاهوما في الولايات المتحدة الأمريكية.